# 里夏德·弗赖塔格
里夏德·弗赖塔格（德語：Richard Freitag，1991年8月14日—），德国男子跳台滑雪运动员。他曾代表德国参加2014年和2018年冬季奥林匹克运动会跳台滑雪比赛，获得一枚银牌。